# Олексіївка (Старобільський район)
Олексі́ївка — село в Україні, у Міловській селищній громаді Старобільського району Луганської області. Населення становить 32 особи.

## Населення
За даними перепису 2001 року населення села становило 32 особи, з них 9,38% зазначили рідною мову українську, а 90,63% — російську.